# Dolní Pertoltice

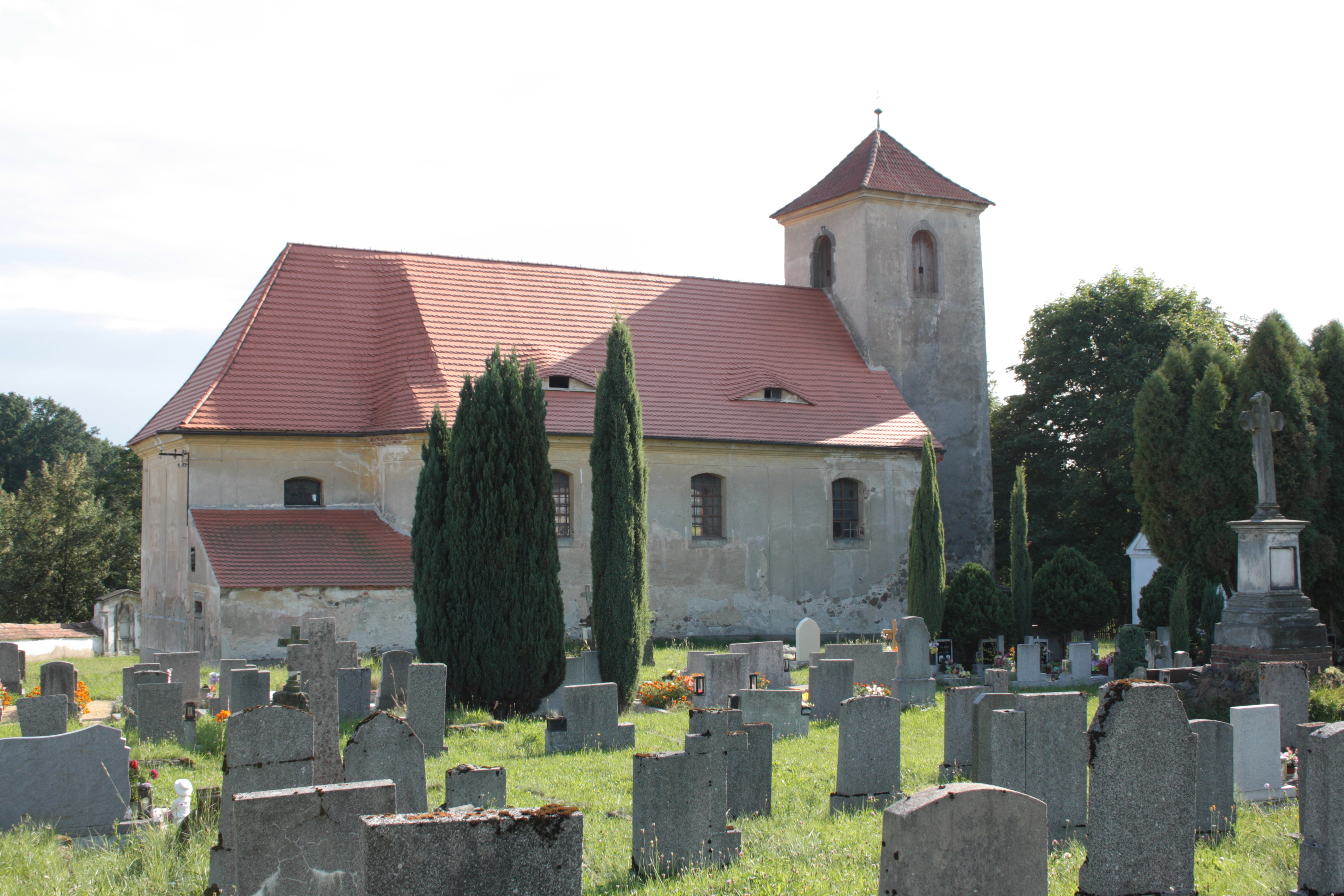
Kirche des hl. Jodokus und Friedhof

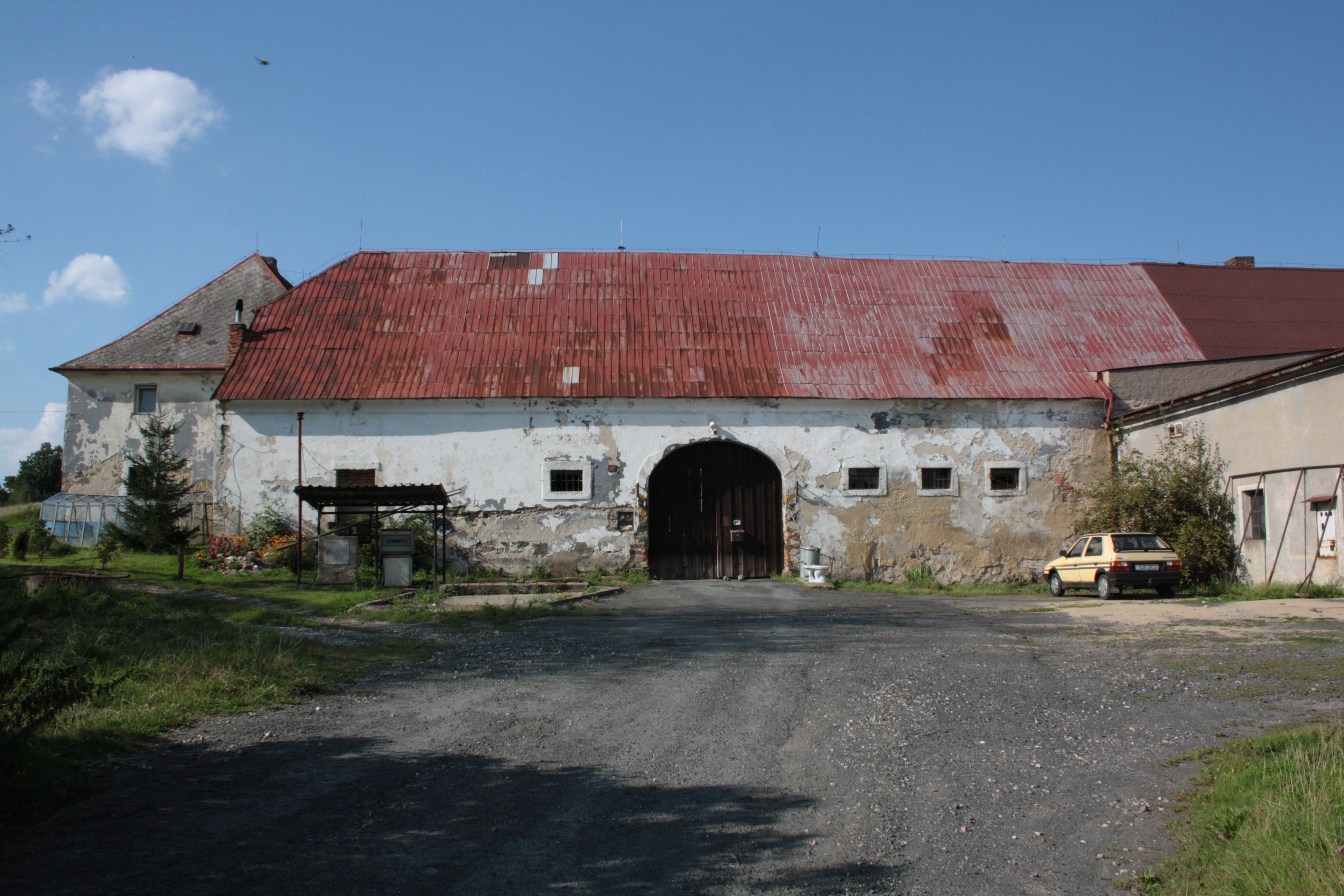
Reinisch-Gut

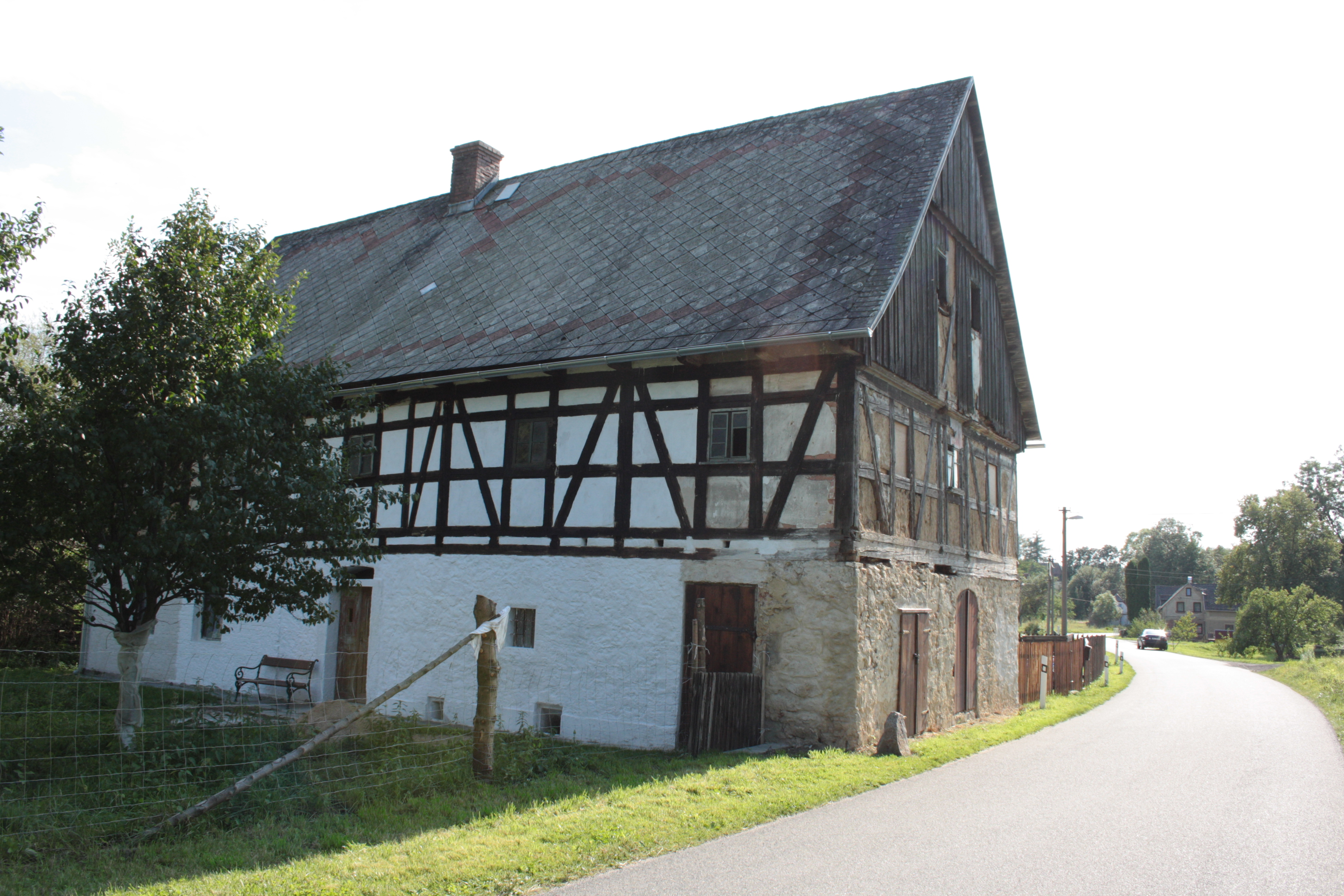
Hasler-Haus

Dolní Pertoltice (deutsch Nieder Berzdorf) ist ein Ortsteil der Gemeinde Pertoltice in Tschechien. Er liegt sieben Kilometer nördlich des Stadtzentrums von Frýdlant im Isergebirgsvorland und gehört zum Okres Liberec.

## Geographie
Das Waldhufendorf Dolní Pertoltice erstreckt sich beiderseits des Baches Pertoltický potok (Berzdorfer Bach), in den hier der Panenský potok einmündet. Nördlich erheben sich die Skalka (Steinberg, 340 m) und der Zadní vrch (308 m), im Nordosten die Góra Piekielna (385 m), im Osten der Bulovský kopec (Steinberg, 443 m) und die Vyhlídka (Humrich, 511 m), südlich der Studenec (Loderberg, 330 m) und der Holubí vrch (Langefichte, 344 m), im Südwesten der Kamenáč (304 m) und die Na Výšině, westlich der Hradec (Abtsberg, 313 m) sowie im Nordwesten der Nademlýnský vrch (263 m). Das Dorf wird von der Fernverkehrsstraße I/13 von Frýdlant nach Zawidów durchquert.
Nachbarorte sind Černousy, Habartice und Háj im Norden, Łowin und Horní Pertoltice im Nordosten, Bulovka im Osten, Arnoltice im Südosten, Údolí und Nové Pertoltice im Süden, Poustka und Předlánce im Südwesten, Michalovice und Filipovka im Westen sowie V Poli und Boleslav im Nordwesten.

## Geschichte
Die erste schriftliche Erwähnung von Bertilsdorf erfolgte im Jahre 1346, als die Kirche St. Jodokus im Pfarrverzeichnis des Bistums Meißen aufgeführt wurde. Das Rittergut war seit dem Mittelalter ein Lehn der Böhmischen Krone und stand mit der Herrschaft Friedland in keiner Verbindung. Am Übergang vom 14. zum 15. Jahrhundert unterstand das Gut der Gerichtsbarkeit der Sechsstadt Görlitz. Zu dieser Zeit hatten jedoch sowohl die Herren von Bieberstein auf Friedland als auch die Grafen von Dohna auf Grafenstein Ambitionen, das an die Herren von Tschirnhaus verliehene Gut unter ihre Oberhoheit zu ziehen. König Vladislav II. Jagiello bestätigte 1486 den Brüdern Fabian und Bernhard von Tschirnhaus das Lehn Bertelsdorff . Im 16. Jahrhundert erfolgte eine Dreiteilung in die Güter Nieder Bertelsdorff, Mittel Bertelsdorff und Ober Bertelsdorff. Nachdem Albrecht von Waldstein die Herrschaft Friedland erworben hatte, kaufte er, um die Enklave zu beseitigen, die drei Partzdorfer Güter auf. Mittel Partzdorf erwarb er für 6275 Taler von Barbara von Pentzig und Nieder Partzdorf für 5100 Taler von Wilrich von Hochberg. Zugleich belehnte er die Verkäufer mit ihren Gütern als Friedländer Lehn. Da die Besitzer aller drei Güter zum Zeitpunkt der Ermordung Waldsteins noch keine Kaufgelder erhalten hatten, wurden die Käufe hinfällig. In den Wirren des Dreißigjährigen Krieges erfolgten zahlreiche Besitzerwechsel. Zwischen 1662 und 1665 kauften die Grafen von Gallas Nieder Berzdorf und Mittel Berzdorf und schlossen beide Güter an die Herrschaft Friedland an. Mit dem Aufkauf des Gutes Ober Berzdorf im Jahre 1689 endete die Teilung des Dorfes in drei Güter; die Höfe Ober Berzdorf und Nieder Berzdorf wurden aufgegeben und deren Fluren vom Meierhof Mittel-Berzdorf bewirtschaftet. In der zweiten Hälfte des 18. Jahrhunderts wurde das gesamte Dorf als Mittel-Berzdorf, Bertholdsdorf bzw. Bertlsdorf bezeichnet; es bestand aus 102 Anwesen, der Kirche und dem Meierhof. Im Jahre 1782 ließ Christian Phillip Graf Clam-Gallas auf emphyteutisierten Fluren des Gutes Nieder-Berzdorf das Dorf Neu-Berzdorf anlegen. Zu Beginn des 19. Jahrhunderts schlossen sich Mittel-Berzdorf und Nieder-Berzdorf zu einer Ortsgemeinde Nieder-Berzdorf zusammen. In den Jahren 1831 bis 1833 wurde die Kaiserstraße von Friedland nach Seidenberg angelegt, die in Mittel-Berzdorf westlich des Meierhofes das Tal der Berzdorfer Baches durchquerte.
Im Jahre 1832 bestand Nieder-Berzdorf aus 48 Häusern mit 284 deutschsprachigen Einwohnern. Unter herrschaftlichem Patronat standen die zur Pfarrei Wiese gehörige Filialkirche St. Jodokus und die Schule. Außerdem gab es im Ort einen Meierhof (Mittel-Berzdorf), eine Schäferei und eine Mühle. Nieder-Berzdorf war Pfarrort für Ober-Berzdorf und Neu-Berzdorf. Im Jahre 1838 erbte Eduard Clam-Gallas den Besitz. Bis zur Mitte des 19. Jahrhunderts blieb Nieder-Berzdorf der Allodialherrschaft Friedland untertänig.
Nach der Aufhebung der Patrimonialherrschaften bildete Nieder-Berzdorf / Dolní Berzdorf ab 1850 mit dem Ortsteil Neu-Berzdorf eine Gemeinde im Bunzlauer Kreis und Gerichtsbezirk Friedland. Ab 1868 gehörte Nieder-Berzdorf zum Bezirk Friedland. Trotz der verkehrsgünstigen Lage an der Kaiserstraße entstanden in Nieder-Berzdorf keine Industriebetriebe, Nieder-Berzdorf wie auch Ober-Berzdorf blieben stets rein landwirtschaftlich geprägt. Dies führte zu einer Abwanderung der Bevölkerung. 1892 wurde in Nieder-Berzdorf ein neues Schulhaus für die Kinder aus Nieder-Berzdorf, Neu-Berzdorf und Ober-Berzdorf eingeweiht. Seit 1923 wurde auch der tschechische Name Dolní Pertoltice als amtlicher Name verwendet. Im Jahre 1930 hatte Nieder-Berzdorf mit Neu-Berzdorf 480 Einwohner. Nach dem Münchner Abkommen erfolgte 1938 die Angliederung an das Deutsche Reich; bis 1945 gehörte Ober-Berzdorf zum Landkreis Friedland. 1939 hatte die Gemeinde 437 Einwohner. Nach dem Ende des Zweiten Weltkrieges kam Dolní Pertoltice zur Tschechoslowakei zurück. In den Jahren 1946 und 1947 wurden die meisten deutschböhmischen Bewohner vertrieben. Ende 1949 wurden die Gemeinden Dolní Pertoltice und Horní Pertoltice zur Gemeinde Pertoltice vereinigt. Am 1. Mai 1980 wurde Dolní Pertoltice zusammen mit Pertoltice nach Habartice eingemeindet. Seit dem 1. Januar 1991 gehört Dolní Pertoltice als Ortsteil zur wieder errichteten Gemeinde Pertoltice. 1991 hatte Dolní Pertoltice 145 Einwohner. Im Jahre 2001 bestand das Dorf aus 50 Wohnhäusern, in denen 164 Menschen lebten. Insgesamt besteht es aus 69 Häusern.

## Ortsgliederung
Der Ortsteil Dolni Pertoltice bildet zugleich einen Katastralbezirk. Zu Dolni Pertoltice gehört die Ansiedlung Nové Pertoltice.

## Sehenswürdigkeiten
- Kirche des hl. Jodokus (kostel svatého Jošta), sie ist seit 1346 nachweislich. Das Altarbild ist ein Werk von Carlo Maratta; es wurde der Kirche vom Grafen Gallas geschenkt.
- Reinisch-Gut (Nr. 194, Reinišův statek), das nahe der Kirche befindliche Gut, war einst der Sitz des Lehngutes Mittel-Berzdorf und wurde nach der Enteignung der Familie Clam-Gallas im Zuge der Bodenreform 1926 an die Familie Reinisch verkauft. Es ist das einzige noch erhaltene der drei Berzdorfer Lehngüter.
- Hasler-Haus (Nr. 198, Haslerův dům), das eingeschossige Fachwerkhaus wurde zum Ende des 18. Jahrhunderts als Umgebindehaus errichtet. Es gehört heute zum Freilichtmuseum Pertoltice. Im Jahre 2010 wurde die Anerkennung als Baudenkmal beantragt.
- Schwind-Schmiede (kovárna Antona Schwinda), der halbgeschossige Ziegelbau wurde 1893 vom Dorf- und Hufschmied Anton Schwind erbaut. Er ist ebenfalls Teil des Freilichtmuseums Pertoltice.
- Haus Nr. 64, der klassizistische Bau diente früher als Ausspanne.